# Linz-Land
Het politieke district Bezirk Linz-Land ligt in het oosten van de Oostenrijkse deelstaat Opper-Oostenrijk. Het ligt ten zuiden van de stad Linz. Het heeft ongeveer 130.000 inwoners. Bezirk Linz-Land bestaat uit een aantal gemeenten, die hieronder zijn opgesomd.

## Gemeenten
1. Allhaming (1028)
2. Ansfelden (14.805)
3. Asten (6047)
4. Eggendorf im Traunkreis (698)
5. Enns (10.639)
6. Hargelsberg (1084)
7. Hofkirchen im Traunkreis (1394)
8. Hörsching (5241)
9. Kematen an der Krems (2230)
10. Kirchberg-Thening (2137)
11. Kronstorf (3005)
12. Leonding (22.269)
13. Neuhofen an der Krems (5417)
14. Niederneukirchen (1782)
15. Oftering (1824)
16. Pasching (6134)
17. Piberbach (1706)
18. Pucking (3478)
19. Sankt Florian (5545)
20. Sankt Marien (4144)
21. Traun (23.495)
22. Wilhering (5222)

- Gemeinsame Normdatei: 4289512-1